# 2016年夏季奧林匹克運動會籃球比賽
2016年夏季奧林匹克運動會籃球比賽於2016年8月6日至21日在巴西里約熱內盧舉行。男女賽事的預賽和淘汰賽階段都將於奧林匹克公園中的卡里奧卡體育館1號館舉行，該館可容納16000人。

## 參賽隊伍
每個國家奧委會可派出男女各一隊12位球員。

### 主辦國
就如同2012年奧運主辦國無法保證獲得奧運參賽資格。2015年8月9日，國際籃總理事會在東京召開的會議後，宣布巴西自動取得奧運男女籃的參賽資格。

### 男子資格賽
| 資格賽                           | 日期                   | 地點          | 資格數 | 取得資格者 |
| -------------------------------- | ---------------------- | ------------- | ------ | ---------- |
| 主辦國                           | 2015年8月9日           | 東京都        | 1      | 巴西       |
| 2014年世界盃籃球賽               | 2014年8月31日至9月14日 | 馬德里        | 1      | 美国       |
| 2015年大洋洲籃球錦標賽           | 2015年8月15日至18日    | 墨爾本 威靈頓 | 1      |            |
| 2015年非洲籃球錦標賽             | 2015年8月20日至30日    | 拉迪斯        | 1      | 奈及利亞   |
| 2015年美洲籃球錦標賽             | 2015年8月31日至9月12日 | 墨西哥城      | 2      | 委內瑞拉   |
| 2015年美洲籃球錦標賽             | 2015年8月31日至9月12日 | 墨西哥城      | 2      | 阿根廷     |
| 2015年歐洲籃球錦標賽             | 2015年9月5日至20日     | 各地          | 2      | 西班牙     |
| 2015年歐洲籃球錦標賽             | 2015年9月5日至20日     | 各地          | 2      | 立陶宛     |
| 2015年亞洲籃球錦標賽             | 2015年9月23日至10月3日 | 长沙市        | 1      | 中國       |
| 2016年國際籃球總會奧運世界資格賽 | 2016年7月4日至10日     | 貝爾格勒      | 1      | 塞爾維亞   |
| 2016年國際籃球總會奧運世界資格賽 | 2016年7月4日至10日     | 帕賽市        | 1      | 法國       |
| 2016年國際籃球總會奧運世界資格賽 | 2016年7月4日至10日     | 杜林          | 1      |            |
| 總計                             |                        |               | 12     |            |

### 女子資格賽
| 資格賽                     | 日期                   | 地點              | 資格數 | 取得資格者 |
| -------------------------- | ---------------------- | ----------------- | ------ | ---------- |
| 主辦國                     | 2009年10月2日          | 哥本哈根          | 1      | 巴西       |
| 2014年世界籃球錦標賽       | 2014年9月27日至10月5日 | 土耳其            | 1      | 美国       |
| 2015年歐洲女子籃球錦標賽   | 2015年6月11日至28日    | 匈牙利 · 羅馬尼亞 | 1      | 塞爾維亞   |
| 2015年非洲女子籃球錦標賽   | 2015年9月24日至10月3日 | 喀麦隆            | 1      | 塞内加尔   |
| 2015年美洲女子籃球錦標賽   | 2015年8月9日至16日     | 艾德蒙頓          | 1      | 加拿大     |
| 2015年亞洲女子籃球錦標賽   | 2015年8月29日至9月5日  | 武汉市            | 1      | 日本       |
| 2015年大洋洲女子籃球錦標賽 | 2015年8月16日至18日    | · 新西兰          | 1      |            |
| 2016年奧運籃球世界資格賽   | 2016年6月13日-19日     | 南特              | 5      | 白俄羅斯   |
| 2016年奧運籃球世界資格賽   | 2016年6月13日-19日     | 南特              | 5      | 中國       |
| 2016年奧運籃球世界資格賽   | 2016年6月13日-19日     | 南特              | 5      | 法國       |
| 2016年奧運籃球世界資格賽   | 2016年6月13日-19日     | 南特              | 5      | 西班牙     |
| 2016年奧運籃球世界資格賽   | 2016年6月13日-19日     | 南特              | 5      | 土耳其     |
| 總計                       |                        |                   | 12     |            |

## 奖牌榜
| 排名 | 国家／地区 | 金牌 | 银牌 | 铜牌 | 總數 |
| ---- | ---------- | ---- | ---- | ---- | ---- |
| 1    | 美国       | 2    | 0    | 0    | 2    |
| 2    | 塞尔维亚   | 0    | 1    | 1    | 2    |
| 2    | 西班牙     | 0    | 1    | 1    | 2    |
| 总计 | 总计       | 2    | 2    | 2    | 6    |

## 獎牌得主
| 项目          | 金牌 | 银牌 | 铜牌 |
| 男子 （詳細） | 美国（USA） · 吉米·巴特勒 · 凯文·杜兰特 · 德安德鲁·乔丹 · 凯尔·洛里 · 哈里森·巴恩斯 · 德玛尔·德罗赞 · 凯里·欧文 · 克雷·湯普森 · 德马库斯·考辛斯 · 保罗·乔治 · 德雷蒙德·格林 · 卡梅隆·安东尼                  | 塞尔维亚（SRB） · 米洛斯·特奧多西奇 · 馬爾科·西蒙諾維奇 · 波格丹·博格達諾維奇 · 斯特凡·馬爾科維奇 · 尼古拉·卡利尼奇 · 內馬尼亞·內多維奇 · 斯特凡·博賽維奇 · 米羅斯拉夫·拉杜利察 · 尼古拉·約基奇 · 弗拉迪米爾·斯蒂馬克 · 斯特凡·約維奇 · 米兰·马奇万 | 西班牙（ESP） · 保罗·加索尔 · 鲁迪·费尔南德斯 · 塞爾吉奧·羅德里格斯 · 胡安·卡洛斯·納瓦羅 · 何塞·卡尔德隆 · 菲利普·雷耶斯 · 維克多·克拉夫 · 吉列爾莫·埃爾南戈麥斯 · 阿萊克斯·阿布里恩斯 · 塞尔希奥·柳利 · 尼古拉·米羅蒂奇 · 里奇·魯比奧        |
| 女子 （詳細） | 美国（USA） · 林赛·惠伦 · 西蒙妮·奥古斯塔斯 · 休·伯德 · 玛雅·摩尔 · 安杰尔·麦考特里 · 布里安娜·斯图尔特 · 塔米卡·卡钦斯 · 埃琳娜·德勒·多恩 · 黛安娜·陶乐西 · 西尔维娅·福尔斯 · 蒂娜·查尔斯 · 布里特妮·格里纳 | 西班牙（ESP） · 莱蒂西娅·罗梅罗 · 劳拉·尼科尔斯 · 西尔维娅·多明格斯 · 阿尔瓦·托伦斯 · 拉娅·帕劳 · Marta Xargay · 莱昂诺尔·罗德里格斯 · 卢西拉·帕斯夸 · 安娜·克鲁斯 · 劳拉·克韦多 · 劳拉·希尔 · Astou Ndour                                          | 塞尔维亚（SRB） · 塔玛拉·拉多查伊 · 索尼娅·彼得罗维奇 · 萨莎·查乔 · 莎拉·克尔尼奇 · 内韦娜·约万诺维奇 · 耶莱娜·米洛瓦诺维奇 · 达亚娜·布图利亚 · 德拉加娜·斯坦科维奇 · 亚历山德拉·茨尔文达基奇 · 米莉察·达博维奇 · 安娜·达博维奇 · 丹妮尔·佩奇 |

## 外部連結
- 國際籃總官網（页面存档备份，存于）